# شیعیان لبنان
شیعیان لبنان از بومیان لبنان با سابقه هزار ساله سکونت که امروزه بیش از یک سوم جمعیت لبنان را شیعیان تشکیل می‌دهند. و دارای رشد سریع جمعیتی می‌باشند که سازمان سیا بر پایه یک پژوه جمعیت آنان را در سال ۱۹۸۸ میلادی، ۴۱٪ از کل پراکنش جمعیتی جغرافیای لبنان برآورد کرده بود. اکثریت مناطق شیعه‌نشین لبنان در جنوب و حومه بیروت، جنوب لبنان و بقاع متمرکز می‌باشد. اکثریت جامعه شیعیان لبنانی را شیعیان دوازده امامی و اقلیتی را مذهب اسماعیلیان و علویان (سوریه) در شمال لبنان تشکیل می‌دهند. شیعیان در لبنان تنها فرقه مذهبی هستند که از بین شان رئیس مجلس لبنان برگزیده می‌شود. و در چارچوب قواعد سیاسی لبنان به اینان به عنوان یک گروه قومی-مذهبی نگریسته می‌شود.

## جمعیت
شیعیان لبنان از بومیان لبنان با سابقه هزار ساله سکونت که امروزه بیش از یک سوم جمعیت لبنان را شیعیان تشکیل می‌دهند. و دارای رشد سریع جمعیتی می‌باشند که سازمان سیا بر پایه یک پژوه جمعیت آنان را در سال ۱۹۸۸ میلادی، ۴۱٪ از کل پراکنش  جغرافیای جمعیتی لبنان برآورد کرده بود. 
برخی از منابع نیز درصد شیعیان را 
۲۰٪ _ ۲۷٪ درصد اعلام می کردند. البته اکثر منابعی که این اعداد رو تقریبا ۱۵ سال پیش اعلام کردند ؛ و با توجه به تغییرات جمعیتی قطعا این اعداد ثابت نبوده و تغییر خواهند کرد.
در جدول بالا جمعیت شیعیان در لبنان و در گذر سال نمایش داده شده است. 